# Withington (Shropshire)
Withington – wieś w Anglii, w hrabstwie Shropshire.